# Asociace zahraničních novinářů v Hollywoodu

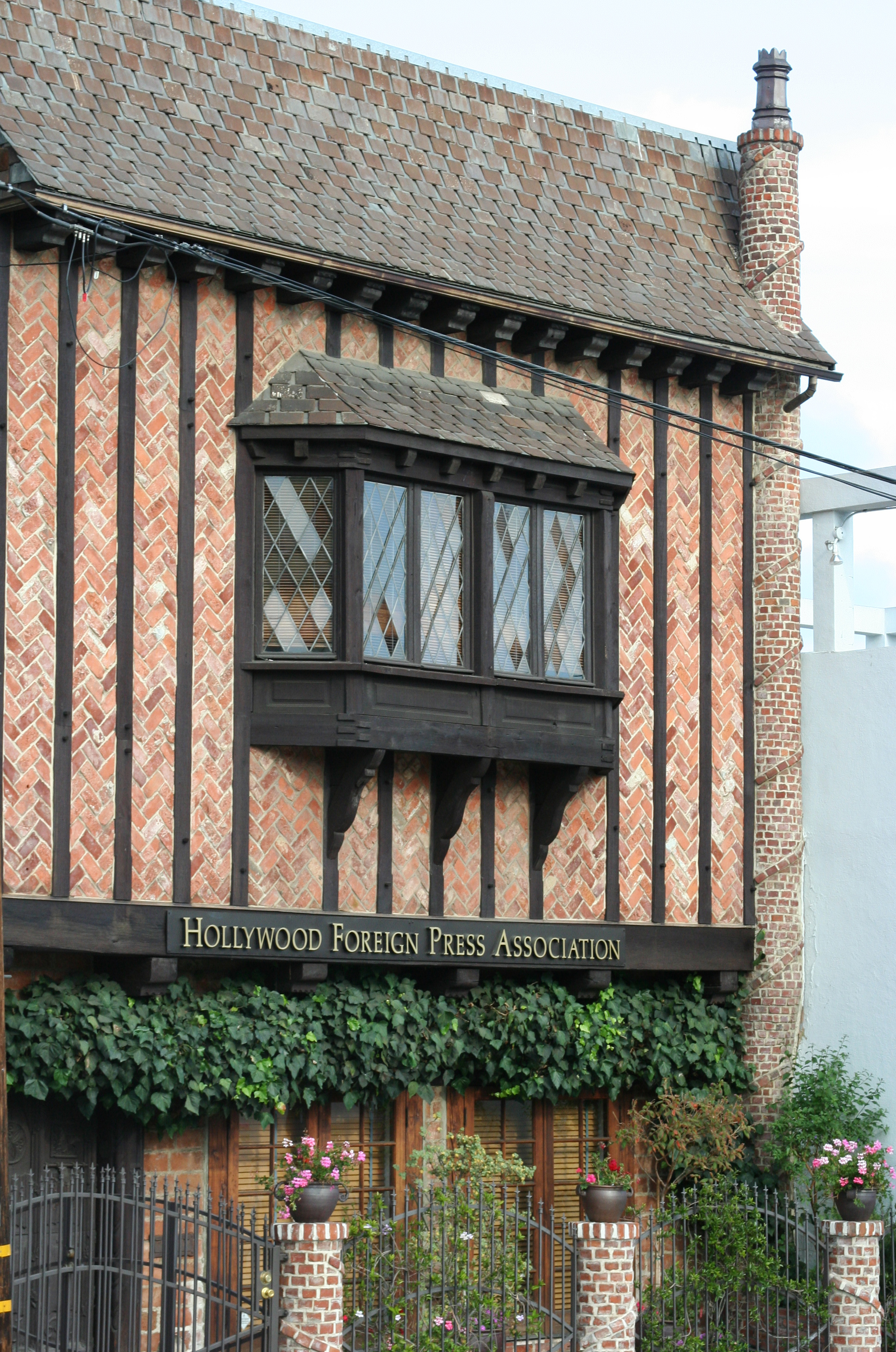
Budova sídla Asociace zahraničních novinářů v Hollywoodu

Asociace zahraničních novinářů v Hollywoodu (angl. Hollywood Foreign Press Association zkratka HFPA) je organizace zahraničních novinářů sdružených v Hollywoodu pracujících pro filmový průmysl. Asociace má devadesát členů zastupujících přes padesát zemí světa. Proslavila ji především cena Zlatý glóbus každoročně udělovaná v Los Angeles.

## Historie
Asociace vznikla v říjnu 1943 na podnět britského korespondenta časopisu Daily Mail a měla osm členů. Myšlenka o vzniku organizace se však zrodila už na konci dvacátých let. Filmové počiny za předešlý rok byly poprvé oceněné v lednu 1944 na neformálním obědě ve studiích 20th Century Fox. Vítězové byli tenkrát mezi herečkami v hlavní roli Jennifer Jones a mezi herci v hlavní roli Paul Lukas. Nejlepším filmem byl prohlášen The Song Of Bernadette.
Cena ve tvaru malé zeměkoule omotané svitkem filmového negativu dostála dnešní podobě někdy v letech 1945–1946.
Začátkem padesátých let vznikly uvnitř asociace rozdílné názory na její smysl a cíl, a proto se část novinářů oddělila a založili Sdružení pro zahraniční tisk v Hollywoodu. Tyto vnitřní rozbroje nikterak neohrozily udělování Glóbů a dokonce v té době vznikla Cena Cecila B. DeMilla poprvé udělená samotnému producentovi DeMillovi. Nakonec se v roce 1955 členové obou organizací domluvili na společném názvu Asociace zahraničních novinářů v Hollywoodu.
V roce 1955 začala asociace oceňovat televizní počiny v různých kategoriích, kterých počet se ustálil na pětadvaceti (čtrnáct ve filmu a jedenáct v televizi).
Posláním organizace není jenom poukazovat na úspěchy ve filmu a televizi, nýbrž taky filantropická činnost. V roce 2010 se povedlo rozdat granty ve výši až jednoho a půl milionu dolarů.
Další krizi asociace prodělává od roku 2021. Článek v Los Angeles Times z února 2021 upozornil na amorální praktiky asociace, kdy si filmové společnosti snažily naklonit si členy asociace drahými výlety a většina jejich členů opravdu nepracovala jako novináři na plný pracovní úvazek. Následoval článek ve Variety, podle kterého asociace mezi svými 97 členy dlouhodobě neměla ani jednoho černošského člena.
V reakci na kritiku v květnu 2021 asociace oznámila plán změn, jehož součástí bylo i 50 % navýšení počtu členů v příštích 18 měsících se zaměřením na méně zastoupené skupiny nebo lepší pravidla pro střety zájmů. Tyto změny však zástupci společností Amazon Studios, Netflix a WarnerMedia označili za nedostatečné a s asociací přerušili spolupráci. Přidala se i televize NBC, která odmítla vysílat další předávání Zlatých glóbů v přímém přenosu. 79. ročník udílení cen v lednu 2022 se tak uskutečnil jako soukromý ceremoniál bez televizních kamer.
Podle změn schválených v červenci 2022 má duševní vlastnictví spojené se Zlatými glóby přejít na nově založenou firmu patřící do holdingu dočasného výkonného ředitele asociace Todda Boehlyho, která má zajistit profesionalizaci a modernizaci jejich udílení. V září 2022 asociace oznámila, že o udílení cen má kromě jejich 101 členů rozhodovat i dalších 103 nečlenů. V reakci na změna televize NBC uvedla, že udílení v roce 2023 bude opět v jejím přímém přenosu.